# Lycodon stormi
Espèce
Lycodon stormi est une espèce de serpent de la famille des Colubridae.

## Répartition
Cette espèce est endémique de Sulawesi en Indonésie.

## Description
Dans sa description Boettger indique que le spécimen en sa possession mesure environ 60 cm dont 11 cm pour la queue. Son dos est bleu ardoise clair avec un collier pâle.

## Étymologie
Son nom d'espèce, stormi, lui a été donné en l'honneur du capitaine Hugo Storm qui a capturé le spécimen analysé.

## Publication originale
- Boettger, 1892 : Drei neue colubriforme Schlangen. Zoologischer Anzeiger, vol. 15, p. 417-420 (texte intégral).